# 4 (Foreigner-Album)
4 ist das vierte Studioalbum der US-amerikanischen/britischen Rockband Foreigner aus dem Jahr 1981.

## Entstehung und Veröffentlichung
Die Erstveröffentlichung von 4 erfolgte am 2. Juli 1981 bei Atlantic Records. Das Album erschien in seiner Originalausführung als LP mit zehn Titeln (Katalognummer: SD 16999). Am 2. April 2002 erschien eine „Reissue“-Version auf CD mit zwei Bonustiteln (Katalognummer: R2 78275).
Geschrieben wurden die Lieder von den beiden Foreigner-Mitgliedern Lou Gramm und Mick Jones, wobei letztere drei Lieder alleine schrieb. Jones zeichnete darüber hinaus mit Robert Lange für die Produktion verantwortlich.
Die Platte sollte ursprünglich Silent Partners heißen. Auch ein vom Künstler Storm Thorgerson gestaltetes Cover war für dieses Album bereits in Auftrag gegeben. Die Band änderte den Albumtitel und lehnte auch das Cover ab, weil es „zu schwul“ gewirkt habe. Das dann verwendete Cover wurde von Bob Defrin nach Vorbild des Startbands eines Films gestaltet.

## Stil
Mit dem Album vollzog die Band die Wandlung vom Hard Rock zu einem poppigeren Sound, der bereits mit Head Games begonnen hatte. Ian McDonald und Al Greenwood hatten die Band zuvor verlassen, weswegen alle Lieder auf 4 von Gramm und Jones geschrieben wurden. Als Studiokeyboarder wurde vom Produzenten Robert Lange der damals noch weitgehend unbekannte Thomas Dolby engagiert, der insbesondere auf Urgent und Waiting for a Girl Like You seine Handschrift hinterließ.

## Titelliste
1. Night Life (Lou Gramm, Mick Jones) – 3:11
2. Juke Box Hero (Lou Gramm, Mick Jones) – 4:29
3. Break It Up (Mick Jones) – 3:48
4. Waiting for a Girl Like You (Lou Gramm, Mick Jones) – 4:11
5. Luanne (Lou Gramm, Mick Jones) – 3:48
6. Urgent (Mick Jones) – 4:51
7. I'm Gonna Win (Mick Jones) – 4:18
8. Woman in Black (Mick Jones) – 4:42
9. Girl on the Moon (Lou Gramm, Mick Jones) – 3:49
10. Don't Let Go (Lou Gramm, Mick Jones) – 4:49
11. Juke Box Hero [Unplugged-Version*] – 3:06
12. Waiting for a Girl Like You [Unplugged-Version*] – 2:50

* Bonustrack der Wiederveröffentlichung von 2002 (nur Audio-CD)

## Rezeption
Eduardo Rivadavia von Allmusic nannte 4 den Höhepunkt der Karriere von Foreigner, obgleich die Band drei Jahre später mit Agent Provocateur einen noch größeren Erfolg erzielt habe. Er vergab 4,5 von fünf Sternen. Das Magazin Rock Hard nahm das Album in die Liste seiner 500 besten Alben auf dem 237. Platz auf. Thomas Kupfer schrieb, 4 sei „auch heute noch ein Meilenstein des melodiösen Hardrock und bei weitem nicht so schmalzig ausgefallen wie die Foreigner-Scheiben in den Folgejahren.“
Das Album wurde 1982 für den Grammy Award for Best Rock Performance by a Duo or Group with Vocal nominiert.

## Kommerzieller Erfolg

### Chartplatzierungen
| ChartsChartplatzierungen       | Höchstplatzierung | Wochen |
| ------------------------------ | ----------------- | ------ |
| Deutschland (GfK)              | 4 (68 Wo.)        | 68     |
| Vereinigte Staaten (Billboard) | 1 (81 Wo.)        | 81     |
| Vereinigtes Königreich (OCC)   | 5 (62 Wo.)        | 62     |

| ChartsJahrescharts (1981) | Platzierung |
| ------------------------- | ----------- |
| Deutschland (GfK)         | 56          |

| ChartsJahrescharts (1982) | Platzierung |
| ------------------------- | ----------- |
| Deutschland (GfK)         | 3           |

### Auszeichnungen für Musikverkäufe
Das Album verkaufte sich laut Schallplattenauszeichnungen weltweit über 7,1 Millionen Mal.
| Land/Region                  | Auszeichnungen für Musikverkäufe (Land/Region, Auszeichnung, Verkäufe) | Verkäufe  |
| ---------------------------- | ---------------------------------------------------------------------- | --------- |
| Australien (ARIA)            | Platin                                                                 | 50.000    |
| Deutschland (BVMI)           | Platin                                                                 | 500.000   |
| Frankreich (SNEP)            | Gold                                                                   | 100.000   |
| Kanada (MC)                  | 4× Platin                                                              | 400.000   |
| Vereinigte Staaten (RIAA)    | 6× Platin                                                              | 6.000.000 |
| Vereinigtes Königreich (BPI) | Gold                                                                   | 100.000   |
| Insgesamt                    | 2× Gold · 12× Platin ·                                                 | 7.150.000 |